# Schänis
Schänis é uma comuna da Suíça, no Cantão São Galo, com cerca de 3.425 habitantes. Estende-se por uma área de 39,90 km², de densidade populacional de 86 hab/km². Confina com as seguintes comunas: Amden, Benken, Bilten (GL), Ebnat-Kappel, Kaltbrunn, Nesslau-Krummenau, Niederurnen (GL), Weesen.
A língua oficial nesta comuna é o Alemão.